# Kaczorów (Bolków)
Kaczorów (deutsch Ketschdorf) ist ein Dorf in der Stadt- und Landgemeinde Bolków (Bolkenhain) im Powiat Jaworski in der  Woiwodschaft Niederschlesien in Polen.

## Geographische Lage
Kaczorów liegt im Katzbachgebirge an der Kaczawa (Katzbach), etwa elf Kilometer westlich der Stadt Bolków (Bolkenhain), 23 Kilometer südwestlich von Jawor (Jauer) und 81 Kilometer westlich von Breslau. 
Das Dorf befindet sich in schöner Höhenlage auf 435 m NHN. Bei dem Dorf, an dem Weg nach Kupferberg,  liegt der zum Kauffunger Höhenzug gehörige 651 Meter hohe Bleiberg, bei dem auf der Schädelhöhe in 563 m Höhe die Katzbach entspringt.

## Geschichte

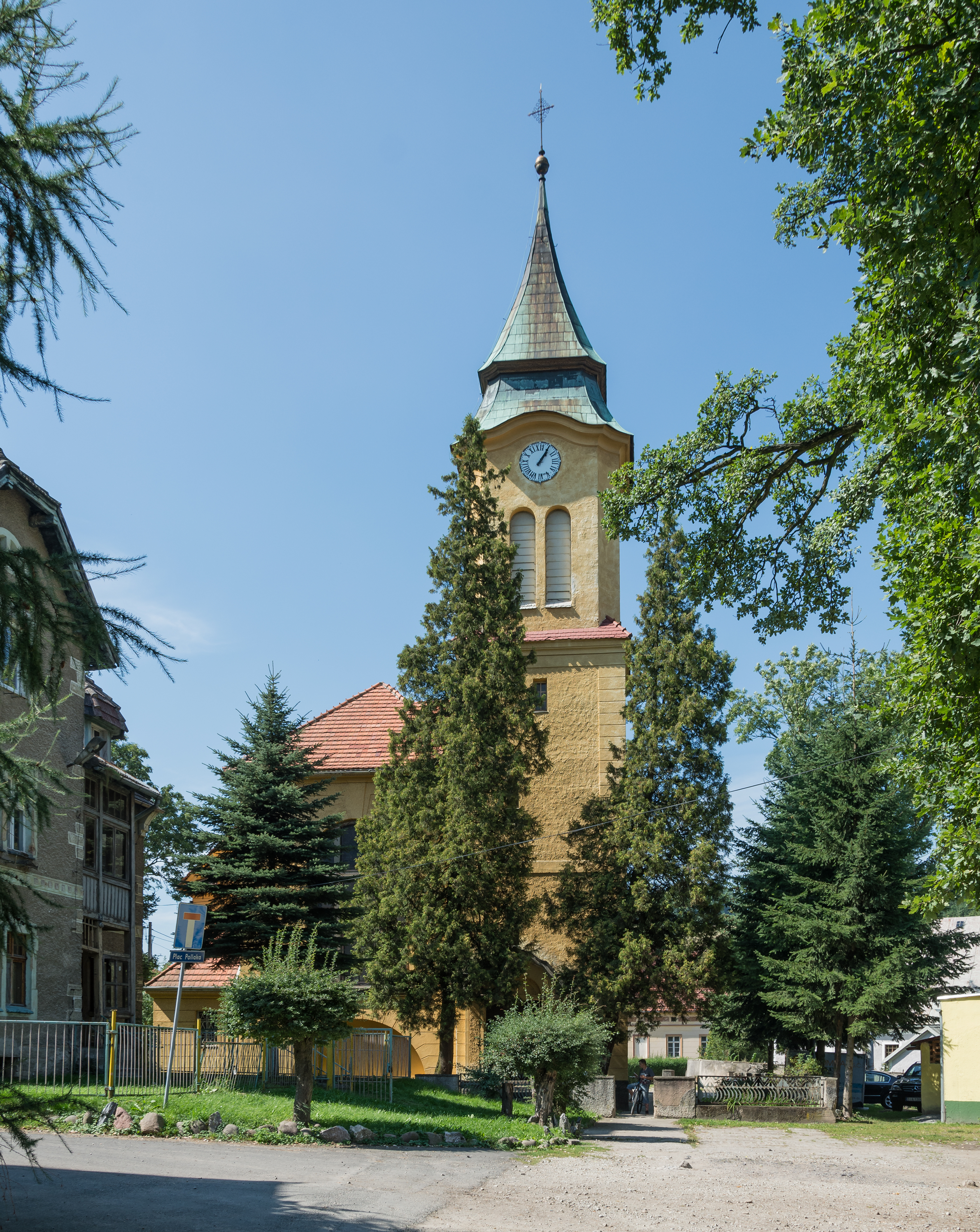
Nikolaikirche, 14. und 18. Jh.

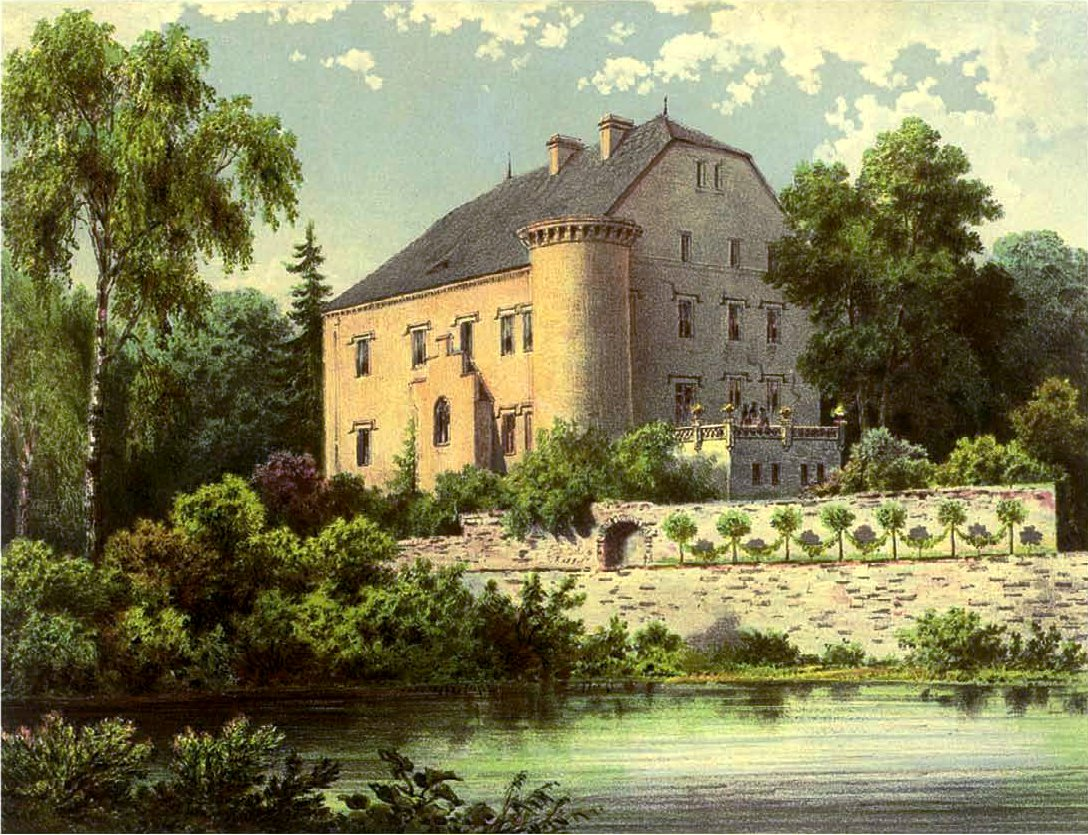
Rittergut Ketschdorf, Sammlung Alexander Duncker

Vor 1240 ist der Ortsname Rutengerisdorf und Rudi-Gerisdorf belegt und 1311 Kytzsdorf; der später gebräuchliche Ortsname Ketschdorf könnte nach Knie von Katzdorf herleitbar sein.  Einer Legende zufolge soll die Namensänderung auf eine Schar 1241 hier eingefallener Mongolen zurückgehen, die bei den Quellen der Katzbach eine Rast einlegten – nach hiesiger althergebrachter Redensart: „eine Käz“ machten; auf alten Grabsteinen soll noch der Name Kätzdorf zu lesen gewesen sein.
Um 1825 hatte Ketschdorf 140 Häuser, ein herrschaftliches Schloss, ein Vorwerk, drei Wassermühlen, ein Sägewerk, eine Ziegelei, eine Kalkbrennerei, eine evangelische Kirche und eine evangelische Schule.  Um 1840 waren im Dorf 73 Leinen-Webstühle in Betrieb.  Wegen seiner überregional bekannten  Traditionsbrauerei wird das Dorf in einem Reiseführer von der Mitte des 19. Jahrhunderts als „bierberühmt“ bezeichnet. 1871 hatte das Dorf  eine evangelische und eine katholische Kirche und in der Umgegend Bleigruben. Bergbau auf silberhaltiges Bleierz gab es hier schon seit dem Ende des 15. oder dem Anfang des 16. Jahrhunderts.
Ketschdorf, das seit 1818 im Kreis Schönau gelegen hatte, gehörte nach dessen Auflösung 1932 zum Landkreis Jauer im Regierungsbezirk Liegnitz der preußischen Provinz Schlesien des Deutschen Reichs.
Gegen Ende des Zweiten Weltkriegs besetzte im Frühjahr 1945 die Rote Armee die Region. Nach Kriegsende wurde Ketschdorf von der Sowjetunion gemäß dem Potsdamer Abkommen zusammen mit dem größten Teil Schlesiens der Verwaltung der Volksrepublik Polen unterstellt. Die deutsche Bevölkerung wurde vertrieben. 

### Demographie
| Jahr | Einwohnerzahl | Anmerkungen |
| ---- | ------------- | --- |
| 1818 | 662           | [ 11 ] |
| 1825 | 766           | 140 Häuser |
| 1840 | 848           | in 146 Häusern, 13 katholische Einwohner                                                                                     |
| 1867 | 810           | am 3. Dezember, ohne den Gutsbezirk Ketschdorf                                                                               |
| 1871 | 779           | am 1. Dezember, ohne den Gutsbezirk Ketschdorf, davon 744 Evangelische und 35 Katholiken; nach anderen Angaben 950 Einwohner |
| 1910 | 696           | am 1. Dezember, ohne den Gutsbezirk Ketschdorf mit 55 Einwohnern                                                             |
| 1933 | 898           | [ 14 ] |
| 1939 | 873           | [ 14 ] |

### Kirchspiel
Die durch die Reformation evangelisch gewordene Dorfkirche wurde schon 1630 weggenommen. Seit 1742 fand der Gottesdienst vorläufig in einem provisorischen Bethaus statt. 1748 wurde eine evangelische Pfarrkirche eingeweiht; sie war unten gemauert und hatte ein hölzernes Schindeldach ohne Turm. In die evangelische Mutterkirche eingepfarrt waren Teile der Nachbardörfer Nimmersath und Streckenbach.

### Gutsbezirk Ketschdorf
Das Freigut Ketschdorf im Dorf Ketschdorf war im 19. Jahrhundert mit keinen wirklichen Dominialrechten ausgestattet gewesen, doch befand sich dort um 1825 der Sitz eines Gerichtsschreibers. Um 1840 hatte der Kreis-Boniteur Blockmann das Freigut in Besitz, der dort über 200 Stück Rindvieh hielt. Um 1894 umfasste das als „Rest-Rittergut“ bezeichnete Anwesen 165,6 Hektar; Besitzer war Gottfried Raupach. Im Dezember 1871 lebten in dem Gutsbezirk 62 Personen, von denen 61 evangelisch und eine katholisch waren. 1910 waren 55 Einwohner vorhanden.

## Persönlichkeiten
- Arthur Zechlin (1849–1939), Schulmann und pommerscher Regionalhistoriker, wurde hier geboren